# 表面冷凝器

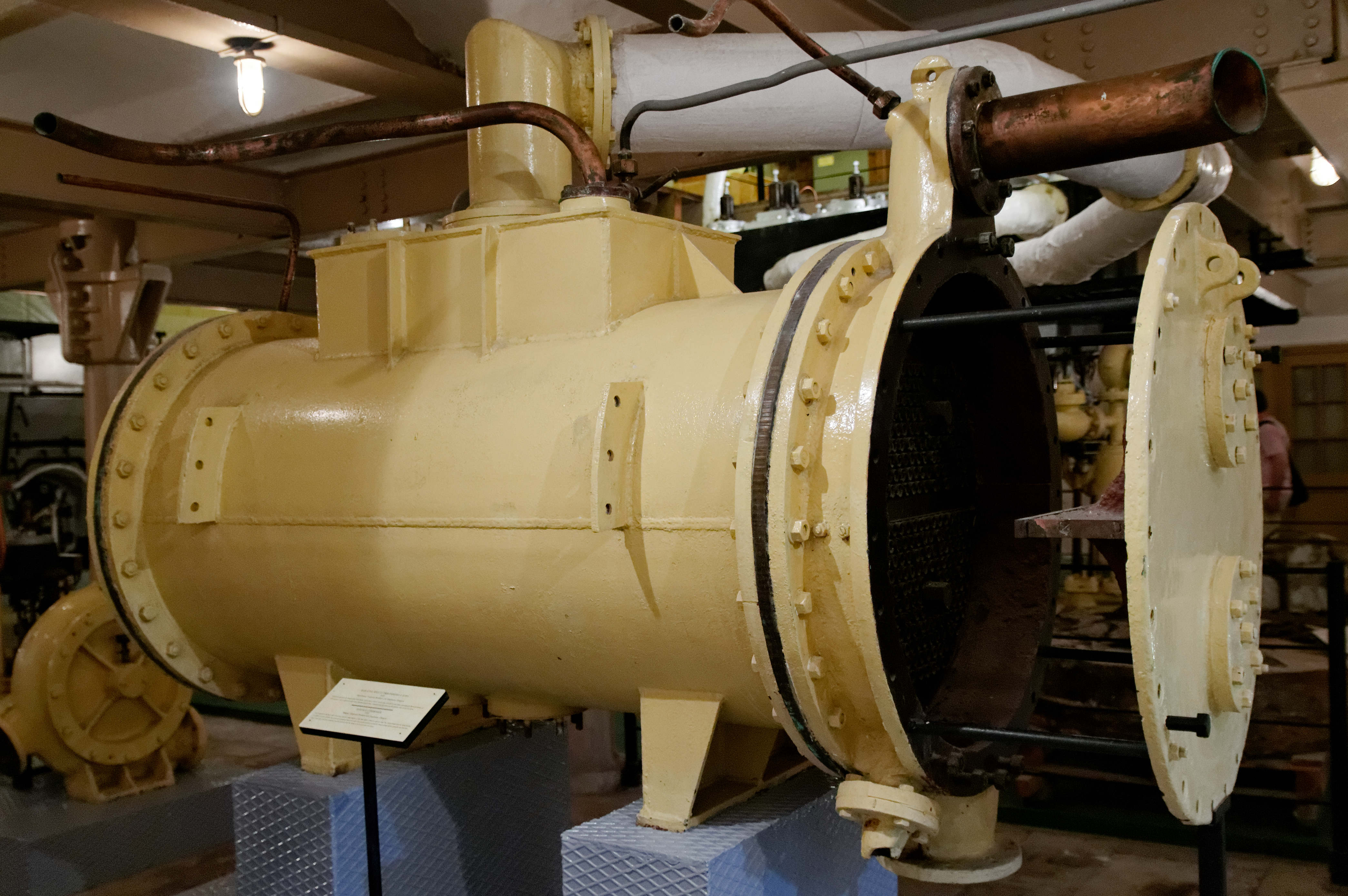
表面冷凝器

表面冷凝器（surface condenser）是指安装在火力发电站的水冷壳管式换热器，用于冷凝蒸汽轮机排出的蒸汽。表面冷凝器是一种换热器，在低于大气压的压力下将蒸汽从气态转化为液态，同時這些液態水還能輸送至蒸汽发生器或锅炉中繼續使用。